# Zbigniew Bartman
Zbigniew Andrzej Bartman (Varsavia, 4 maggio 1987) è un pallavolista polacco, di ruolo opposto.

## Carriera

### Beach volley
Bartman è stato anche giocatore di beach volley vincendo, in coppia con Michał Kubiak, i Campionati Europei Under-18 nel 2004 a Mysłowice, conquistando anche l'argento mondiale un mese dopo a Termoli.

## Palmarès

### Club
- Campionato polacco: 1

2012-13
- Campionato argentino: 1

2017-18
- Coppa del Qatar: 1

2016
- Coppa Máster: 1

2017

### Nazionale (competizioni minori)
- Memorial Hubert Wagner 2009
- Memorial Hubert Wagner 2010
- Memorial Hubert Wagner 2012

### Premi individuali
- 2012 - Memorial Hubert Wagner: Miglior attaccante
- 2012 - World League: Miglior attaccante
- 2016 - Volleyball League A: Miglior schiacciatore
- 2018 - Liga Argentina de Voleibol: MVP della finale
- 2018 - Liga Argentina de Voleibol: Miglior realizzatore
- 2018 - Liga Argentina de Voleibol: Miglior straniero
- 2018 - Liga Argentina de Voleibol: Miglior opposto